# Данг Тат Тханг
Данг Тат Тханг (вьет. Đặng Tất Thắng, род. 1953) — вьетнамский шахматист, международный арбитр и тренер ФИДЕ.
Один из сильнейших шахматистов Вьетнама 1980-х гг.
Трёхкратный чемпион Вьетнама (1981, 1983 и 1984 гг.).
В составе сборной Вьетнама участник шахматной олимпиады 1990 г. (был запасным участником; сборная впервые выступала на олимпиаде) и командного чемпионата Азии 1995 г.
В 1998 г. представлял Вьетнам в зональном турнире.

## Основные спортивные результаты
| Год  | Город    | Соревнование                                           | + | − | = | Результат | Место |
| ---- | -------- | ------------------------------------------------------ | - | - | - | --------- | ----- |
| 1981 | Ханой    | Чемпионат Вьетнама                                     |   |   |   |           | 1     |
| 1983 | Ханой    | Чемпионат Вьетнама                                     |   |   |   |           | 1     |
| 1984 | Донгнай  | Чемпионат Вьетнама                                     |   |   |   |           | 1     |
| 1990 | Нови-Сад | XXIX Олимпиада (сборная Вьетнама, 2-й запасной)        | 4 | 1 | 2 | 5 из 7    |       |
| 1995 | Сингапур | Командный чемпионат Азии (сборная Вьетнама, ?-я доска) |   |   |   |           |       |
| 1998 | Янгон    | Зональный турнир 3.2                                   | 2 | 5 | 2 | 3 из 9    | 20    |